# Testo unico delle leggi in materia bancaria e creditizia
Il testo unico delle leggi in materia bancaria e creditizia (in acronimo TUBC o TUB, da testo unico bancario), è un testo unico della Repubblica Italiana, emanato con il decreto legislativo 1º settembre 1993, n. 385, ed in vigore dal 1º gennaio 1994.
Esso sostituì tutta la legislazione bancaria italiana precedente, essenzialmente contenuta nel regio decreto legge 6 novembre 1926 n. 1830 e nel Regio decreto-legge 12 marzo 1936, n. 375, convertito dalla legge 7 marzo 1938, n. 141  e disciplinò l'attività delle banche, del credito e della vigilanza su di esse.

## Descrizione e contenuti
La norma raccolse organicamente la disciplina normativa bancaria italiana, e all'art. 10 chiarisce l'oggetto dell'attività bancaria, affermandone il carattere di impresa,(e non più di ente emanazione dello Stato o sotto lo stretto controllo di quest'ultimo), consistente nella raccolta di risparmio tra il pubblico e l'esercizio del credito, abolendo contestualmente la categoria degli istituti di credito a medio e lungo termine e quella delle banche di interesse nazionale.
Con la nuova normativa, le banche possono costituirsi solo come società di diritto privato, specificatamente in società per azioni o società cooperativa (queste ultime solamente come banche popolari o banche di credito cooperativo), ed hanno poteri più ampi di azione e di creazione di nuovi mercati, anche esteri. Una delle novità del TUB, rispetto alla precedente disciplina, è l'introduzione del concetto di banca universale dotata di natura imprenditoriale e che può esercitare congiuntamente la raccolta del risparmio presso il pubblico dei creditori e, allo stesso tempo, l'esercizio del credito a medio e lungo termine, così come la previsione di standard affidabili per la determinazione di criteri e valori di stima e valutazione dei beni immobili residenziali ai fini della concessione di credito garantito da ipoteca, anche quando essa sia condotta da soggetti terzi.
Accanto ad una maggiore autonomia delle banche, si è cercata un maggiore rafforzamento dei poteri di vigilanza, che consentisse di monitorare l'attività bancaria attraverso lo strumento della vigilanza prudenziale. Di conseguenza il sistema finanziario italiano è divenuto più articolato e complesso, per effetto della creazione di un mercato finanziario europeo. Quest'ultimo ha richiesto la formazione di un fondo interbancario dei depositi, al fine di agevolare il sistema dei pagamenti; ha richiesto la nascita o lo sviluppo di grandi gruppi bancari, per fronteggiare la concorrenza estera e per offrire ai clienti prodotti efficienti e a basso costo; ha richiesto l'adeguatezza patrimoniale delle banche, per far fronte a improvvisi problemi finanziari, anche internazionali; ha regolato le partecipazione delle banche nelle società di tipo industriale; ha permesso la nascita di nuovi organi di vigilanza.

## Materie disciplinate
Il testo unico disciplina nello specifico l'attività bancaria, la concessione dei finanziamenti da parte delle imprese non bancarie, i servizi di pagamento e di emissione di moneta elettronica. Le attività sono "riservate" a soggetti specifici che includono: le banche, gli intermediari finanziari, gli istituti di pagamento (IP) e gli istituti di moneta elettronica (IMEL). Per ciascun soggetto, il testo unico definisce le attività soggette a riserva, i requisiti per l'autorizzazione, per la partecipazione al capitale e degli esponenti aziendali. Sono altresì definiti i poteri della vigilanza e disposizioni specifiche per la tutela della trasparenza contrattuale con clientela (in modo similare al TUIF nell'ambito dei servizi di investimento). Come avviene per le imprese di investimento, il testo unico disciplina le specifiche procedure fallimentari e di intervento nell'ambito della crisi e della risoluzione delle banche e degli altri soggetti disciplinati dalla normativa. Il testo unico si limita a definire il quadro normativo senza fornire disposizioni dettagliate, che invece sono lasciate alla normativa secondaria da parte delle autorità creditizie definite nella normativa primaria.

## Contenuto

### Autorità creditizie
L'assetto delle autorità competenti disciplinata dal testo è articolata nelle seguenti entità:
- Autorità dell'Unione Europea componenti il SEVIF;
- Banca d'Italia;
- CICR;
- Ministero dell'economia e delle finanze (MEF).

### Vigilanza
La disciplina definisce tre tipologie di vigilanza:
- Informativa: detta anche vigilanza "cartolare", si avvale del continuo scambio di informazioni tra autorità di vigilanza e soggetto vigilato, al fine di monitorarne la condotta;
- Ispettiva: si tratta di ispezioni in loco, per verificare la reale condotta del soggetto vigilato, onde evidenziarne carenze sul piano operativo, irregolarità normative e accertarne la situazione economica-finanziaria;
- Prudenziale: consiste nella verifica della consistenza dei fondi propri dell'ente monitorando la compatibilità di questi ultimi alle disposizioni regolamentari sul capitale.